# The Duel: Test Drive II
The Duel: Test Drive II (с англ. — «Дуэль: Тест-драйв 2») — компьютерная игра в жанре аркадных автогонок, изданная компанией Accolade 1 июня 1989 года. В 1990 году для компьютеров Amiga, Commodore 64 и DOS вышла расширенная версия под названием Test Drive II: The Collection. В 1992 году аркада была издана для игровых приставок Mega Drive/Genesis и SNES компанией Ballistic. Игра является сиквелом Test Drive.
Как и в предыдущей части, в продолжении игроку нужно поочерёдно проехать различные трассы, избегая столкновений с трафиком и объектами и не попадаясь полиции. Для гонок игроку предоставлены лицензированные автомобили известных производителей. Основным нововведением в The Duel: Test Drive II является возможность состязания с соперником. Также были улучшены графика и увеличено количество игровых настроек.
Над созданием второй части трудилась студия Distinctive Software. Игра была улучшена, однако получила неоднозначные отзывы от прессы. Журналисты относили к достоинствам качественную графику и управление, но подвергали критике однообразие трасс и режимов. Выпуск для консолей также был противоречиво принят рецензентами. В 1990 году было выпущено продолжение под названием Test Drive III: The Passion.

## Игровой процесс

Гонка с компьютерным соперником в соревновании «Master Scenery», версия для DOS. Игрок управляет автомобилем Ferrari F40, а соперник — Porsche 959. The Duel: Test Drive II во многом схож с предшественником, но были внесены улучшения в игровой процесс, графику и звук

В игре представлены два режима: на время и против компьютерного соперника. В первом случае игрок, как и в предыдущей части серии, проезжает трассу, поделённую на несколько частей, после прохождения каждой из которых нужно заезжать на автозаправочную станцию (если её проехать, то закончится топливо). Игра против компьютера аналогична режиму на время, но с игроком соревнуется компьютерный оппонент. Игрок может выбрать свой автомобиль, автомобиль соперника и уровень сложности (первые несколько делений предусматривают автоматическую коробку передач). На дороге нужно остерегаться столкновений с объектами, машинами, не упасть в обрыв и не попасться полиции, которая может выписать штраф в случае задержания или арестовать, если столкнуться с их машиной. На дороге также могут лежать камни, при наезде на которые у автомобиля может «вылететь» передача или случится авария, в случае которой отнимается жизнь. Всего есть пять жизней, но при въезде на автозаправочную станцию даётся дополнительная.

## Разработка и выход игры
За создание The Duel: Test Drive II была ответственна студия Distinctive Software из Ванкувера. Аркада является продолжением успешной Test Drive, выпущенной в 1987 году. В сиквеле разработчики использовали основы предшественника: гонки с полицией по живописным трассам на реально существующих автомобилях, о каждом из которых можно просмотреть информацию (технические характеристики, стоимость и другое). Тем не менее, были включены некоторые изменения и нововведения: графика была заметно улучшена, появились задние фоны в пейзажах, управление автомобилями проработано более тщательно, появились гонки с соперником и возможность выбрать уровень сложности.
Первоначально The Duel: Test Drive II вышла в 1989 году на различные компьютеры, такие как Amiga, Commodore 64, DOS, Atari ST и многие другие, различающиеся между собой качеством графики и звука. В первом издании было доступно 2 автомобиля (Ferrari F40 и Porsche 959) и одно гоночное состязание («Master Scenery Disk»), но позже для большинства платформ выходили дополнительные пакеты. Дополнения «California Challenge» и «European Challenge» включают в себя новые гонки и трассы; «The Supercars» включают в себя 5 новых суперкаров, таких как Ferrari Testarossa, Corvette ZR1, Lamborghini Countach, Ruf Twin Turbo и Lotus Turbo Esprit; «Muscle Cars» включают в себя 5 новых маслкаров, таких как Dodge Charger Daytona, Pontiac GTO, Camaro C.O.P.O. 9560 ZL-1, Corvette Sting Ray и Mustang Shelby GT500 Cobra. В 1990 году все эти дополнения вошли в издание Test Drive II: The Collection, которое было выпущено для компьютеров под управлением Amiga, Commodore 64 и DOS.
В 1992 году компания Ballistic издала игру для приставок Mega Drive/Genesis и SNES. В них были улучшены графика и звук, добавлена новая музыка от композиторов Рассела Шиффера и Алистера Хёрста, а также изменено меню. В этих версиях доступны три автомобиля (Ferrari F40, Porsche 959 и Lamborghini Diablo). Версия для Mega Drive/Genesis содержит три трассы; версия для SNES содержит четыре трассы, новых участников движения — мотоциклистов, а также имеет наиболее плавную анимацию и проработанную графику, по сравнению с другими версиями.

## Оценки и мнения
| Сводный рейтинг    | Сводный рейтинг                                                     |
| Агрегатор          | Оценка                                                              |
| ------------------ | ------------------------------------------------------------------- |
| GameRankings       | 59,67 % (SNES) 35 % (SMD)                                           |
| MobyRank           | 81/100 (Amiga) 75/100 (C64) 74/100 (DOS) 62/100 (SNES) 46/100 (SMD) |
| Иноязычные издания |                                                                     |
| Издание            | Оценка                                                              |
| AllGame            | (Amiga) · (SNES) · (SMD)                                            |
| Crash              | 76 % (ZX Spectrum)                                                  |
| CVG                | 9/10 (Amiga) 8,5/10 (DOS) 8/10 (ST)                                 |
| EGM                | 5,5/10 (SNES) 4/10 (SMD)                                            |
| Nintendo Power     | 3,3/5 (SNES)                                                        |
| Your Sinclair      | 52 % (ZX Spectrum)                                                  |
| Nintendo Accion    | (SNES)                                                              |

Игра получила, как и предшественник, неоднозначные, но в основном положительные отзывы журналистов. На сайте MobyGames средняя оценка составляет соответственно 81/100 для Amiga, 75/100 для Commodore 64 и 74/100 для DOS.
Порт на SNES и Mega Drive/Genesis получил противоречивые, в основном негативные отзывы. На сайте GameRankings версия для SNES имеет среднюю оценку 59,67 %, а для Mega Drive/Genesis — 35 %. На MobyGames опубликована схожая статистика: 62/100 для SNES и 46/100 для Mega Drive/Genesis.